# Инфракрасная микроскопия
Инфракрасная микроскопия — метод исследования путём наблюдения образцов через микроскоп в инфракрасном свете. Метод предназначен для исследования образцов очень небольшого размера (порядка микрометров). Несмотря на то, что первый коммерческий ИК-микроскоп появился в 1953 году, настоящий прорыв в данной области был совершён вместе с появлением Фурье-ИК-спектрометров, которые благодаря высокому разрешению, большой интенсивности излучения и возможностям компьютерной обработки спектров сильно повысили чувствительность микроскопического анализа.
По своей конструкции ИК-микроскоп напоминает обычный световой микроскоп: образец также размещается на предметном столике и наблюдается в бинокуляр. Освещение образца производится либо снизу (для спектроскопии пропускания), либо сбоку (для спектроскопии отражения). При этом и видимый свет, наблюдаемый экспериментатором, и инфракрасный свет, регистрируемый детектором, проходят через одну общую оптическую систему, поэтому изображение в бинокуляре отвечает участку, который анализируется в ИК-излучении.
ИК-микроскопия используется для анализа образцов в очень малом количестве (от 0,01 до 100 мкг) или малых размеров (от 10–1 до 10–3 мм), а также концентрационных флуктуаций и включений.